# Thenea tyla
Thenea tyla är en svampdjursart som beskrevs av Lendenfeld 1907. Thenea tyla ingår i släktet Thenea och familjen Pachastrellidae.
Artens utbredningsområde är havet utanför Kenya. Inga underarter finns listade i Catalogue of Life.